# Лысый, Игорь Ильич
И́горь Ильи́ч Лы́сый (род. 1 января 1987, Свердловск) — российский шахматист, гроссмейстер (2007).
Чемпион России до 20 лет по «быстрым шахматам». Победитель турнира Young Masters 2007 (Голландия) и первой всероссийской универсиады по шахматам (Казань, 2008).
Победитель Moscow Open 2012.
Чемпион России (2014).

## Книги
- Берлинская защита, в соавторстве с Р. Овечкиным, Издательство: Соловьёв Сергей Николаевич, Санкт-Петербург, 2012. — 272 стр. ISBN 978-5-903609-23-9
- Открытые дебюты. На пути к Испанской партии, в соавторстве с Р. Овечкиным, Издательство: Соловьёв Сергей Николаевич, Санкт-Петербург, 2012. — 240 стр. ISBN 978-5-903609-22-2
- Английский "ёж". Методы борьбы с 1. c4 и 1. Kf3, в соавторстве с Р. Овечкиным, Издательство: Соловьёв Сергей Николаевич, Санкт-Петербург, 2017. — 432 стр. ISBN 978-5-903609-41-3
- Защита Нимцовича. Репертуар за чёрных, Издательство: Федерация шахмат России, Москва, 2022. — 192 стр. ISBN 978-5-907077-54-6